# 豊中市立螢池小学校
豊中市立螢池小学校（とよなかしりつ ほたるがいけしょうがっこう）は、大阪府豊中市螢池中町1丁目にある公立小学校。

## 概要
豊中市の北西端、大阪国際空港周辺の地域を校区としている。1873年、第一番小学校として開校した。
校名について、かつては「豊中市立蛍池小学校」と表記していたが、2015年に「螢」の漢字が表示できるようになったことから、公式サイトなどにおいて「豊中市立螢池小学校」の表記が使われるようになっている。

## 沿革
- 1873年（明治6年）11月15日 - 元豊島郡第十六画二小区の「第一番小学校」として創立。
- 1887年（明治20年）5月 - 学制の改定により、「麻田尋常小学校」と改称。
- 1909年（明治42年）4月 - 小学校義務教育が4年から6年に延長された事による児童数増加により、雁ケ山に校舎を移転。
- 1931年（昭和6年）6月 - 現在地に校舎移転。
- 1941年（昭和16年）4月1日 - 国民学校令により、「豊中市蛍池国民学校」と改称。
- 1947年（昭和22年）4月1日 - 学制改革により、「豊中市立蛍池小学校」と改称。
- 1956年（昭和31年）7月 - プール完成。
- 1963年（昭和38年）8月 - 鉄筋北校舎完成。
- 1964年（昭和39年）5月 - 体育館完成。
- 1967年（昭和42年）2月 - 鉄筋南校舎完成。
- 1969年（昭和44年）4月 - 刀根山小学校開校により、学区の一部を分離。
- 1972年（昭和47年）
  - 11月 - 創立100年記念式典挙行。
  - 12月 - 南北校舎の渡り廊下完成。
- 1975年（昭和50年）4月 - 箕輪小学校開校により、学区の一部を分離。
- 1992年（平成4年）11月 - 創立120年を迎える。
- 2002年（平成14年）11月 - 創立130年を迎える。
- 2012年（平成24年）11月 - 創立140年を迎え、航空写真撮影実施。
- 2022年（令和4年）6月2日 - 創立150周年クラス写真・航空写真撮影実施[3]。

### この節の出典
- 螢池小学校沿革（学校ホームページ内）

## 通学区域
- 豊中市 螢池北町1丁目-3丁目、螢池中町1丁目-4丁目、螢池西町1丁目-3丁目、螢池南町1丁目-3丁目[4]

## 進学先中学校
- 卒業生は基本的に豊中市立第十八中学校に進学する。

## アクセス
- 阪急宝塚本線・大阪モノレール本線蛍池駅（出口4）から、徒歩約540m・約8分。
- 伊丹空港から、
  - 徒歩約1km・約15分（利用ターミナルにより距離・所要時間が変わる）。
  - 上述の大阪モノレールで大阪空港駅から3分、蛍池駅下車後、徒歩。
- 伊丹市営バス25系統「蛍池南町」バス停から、徒歩約310m・約5分。